# Cor Maragall
El Cor Maragall va ser creat l'any 1979 per Maria Àngels Alabert. Està format per 45 cantaires amb coneixements musicals de grau mitjà, i està dirigit per Sara Pujolràs. És membre de la Federació Catalana d'Entitats Corals.
Ha actuat arreu de Catalunya i també en altres països europeus: Occitània, Euskadi, França, Itàlia, Bèlgica, Suïssa, Alemanya, Noruega, Dinamarca, Hongria i Àustria. És membre de la Federació Catalana d'Entitats Corals, de l'Agrupació Coral de les Comarques Gironines i de l'European Choral Association Europa Cantat.
Ha col·laborat amb altres cors de Girona per oferir concerts com el Rèquiem de Mozart, el Magnificat de Bach o la Simfonia núm. 9 de Beethoven. Un dels actes importants del seu calendari anual és el concert de Tots Sants a l'Auditori Palau de Congressos de Girona.
El Cor Maragall interpreta peces de totes les èpoques, des del gregorià a obres d'autors contemporanis, i en diversos idiomes: basc, occità, anglès, francès, italià, alemany, portuguès, txec, hongarès, i japonès. Però amb especial interès al repertori català.
L'any 2009, 30è aniversari del Cor Maragall, uns quants membres van participar en la trobada internacional Europa Cantat a Utrecht, Holanda. El 2011 va participar en el 12è Festival de Músiques Religioses i del Món en el concert de la soprano María Bayo amb altres cors de Girona.